# Nola trilinea
Nola trilinea är en fjärilsart som beskrevs av Nobukatsu Marumo 1923. Nola trilinea ingår i släktet Nola och familjen trågspinnare. Inga underarter finns listade i Catalogue of Life.